# Frane Šiško
Frane Šiško (03. ožujka 1949 - 30. studenog 2012) hrvatski glazbenik.
Pjeva kao pozadinski vokal. Kao skladatelj je poznat po pjesmi Odavde do vječnosti, na kojoj pjeva kao pozadinski glas Zlatku Pejakoviću.
Najpoznatiji je kao autor domoljubne pjesme s početka velikosrpske agresije na Hrvatsku Rodila me majka Hrvatica (napisao je tekst i skladao glazbu, aranžman je djelo Remija Kazinotija).